# Lismore (wyspa)
Lismore (gael. Lios Mòr) – wyspa w archipelagu Hebrydy Wewnętrzne, położona na zachodnim wybrzeżu Wielkiej Brytanii, w zatoce Loch Linnhe, należąca do Szkocji, w jednostce administracyjnej Argyll and Bute. 

## Opis

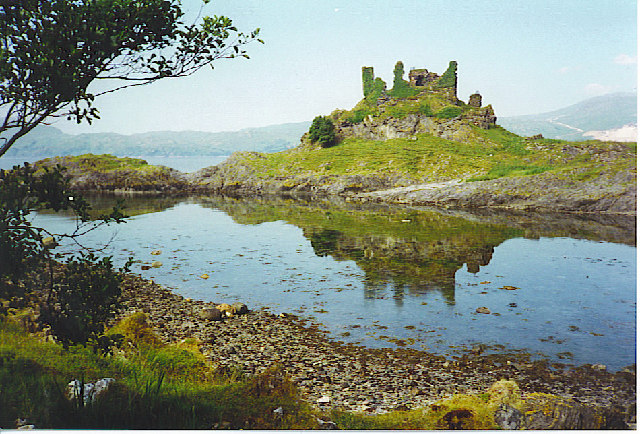
Ruiny zamku Coeffin

Wyspa Lismore ma około 16 km długości i około 2 km szerokości, zajmuje powierzchnię 2351 ha (5809 akrów) i wznosi się na wysokość 127 m (417 stóp) w Barr Morna na południu wyspy. Żyzna gleba pozwala na wzrost wielu roślin, w tym drzew i krzewów. Na zachodnim wybrzeżu wydobywano w XIX w. wapień. Wzdłuż grzbietu wyspy biegnie droga B8045. Obecnie większość populacji, znana jako Liosachs, zajmuje się rolnictwem lub rybołówstwem. 
Na wyspie znajdują się ruiny zamków Coeffin i Achadun z widokiem na wyspę Bernerę. W połowie VI w. Święty Moluag założył tu klasztor. Mały kościół na wyspie nazywany jest katedrą św. Moluaga. W osadzie Clachan na Lismore urodził się John Stuart McCaig (1823 - 1902), bankier, krytyk sztuki i filozof.

## Populacja
Populacja na wyspie w połowie XIX wieku wynosiła prawie 1500 osób. Liczba ta spadła do 155 w 1961 r., a następnie ustabilizowała się:166 (1971), 129 (1981), 140 (1991) i 146 (2001). W 2011 r. wynosiła 192 osoby.  

## Galeria

Lismore
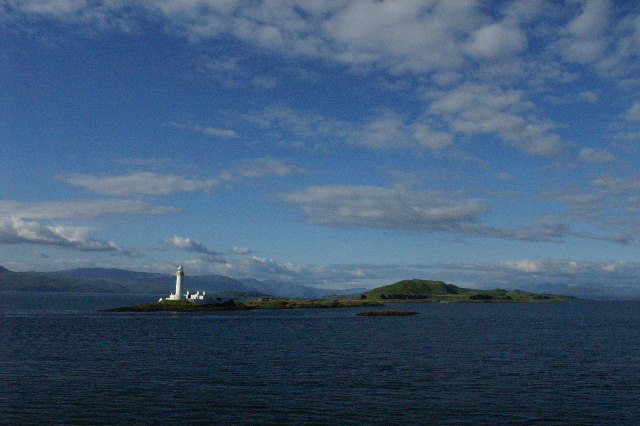
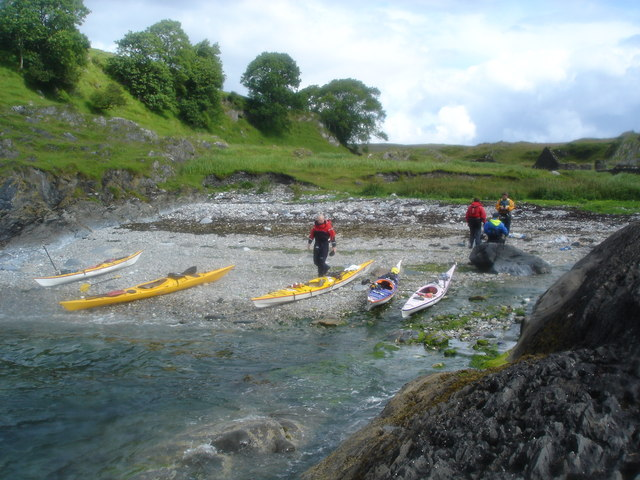
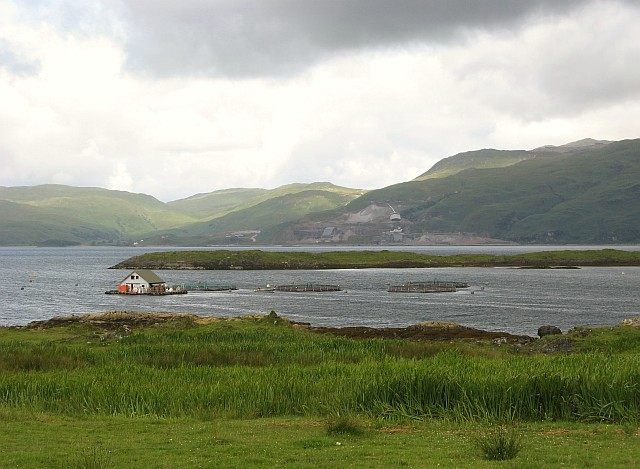
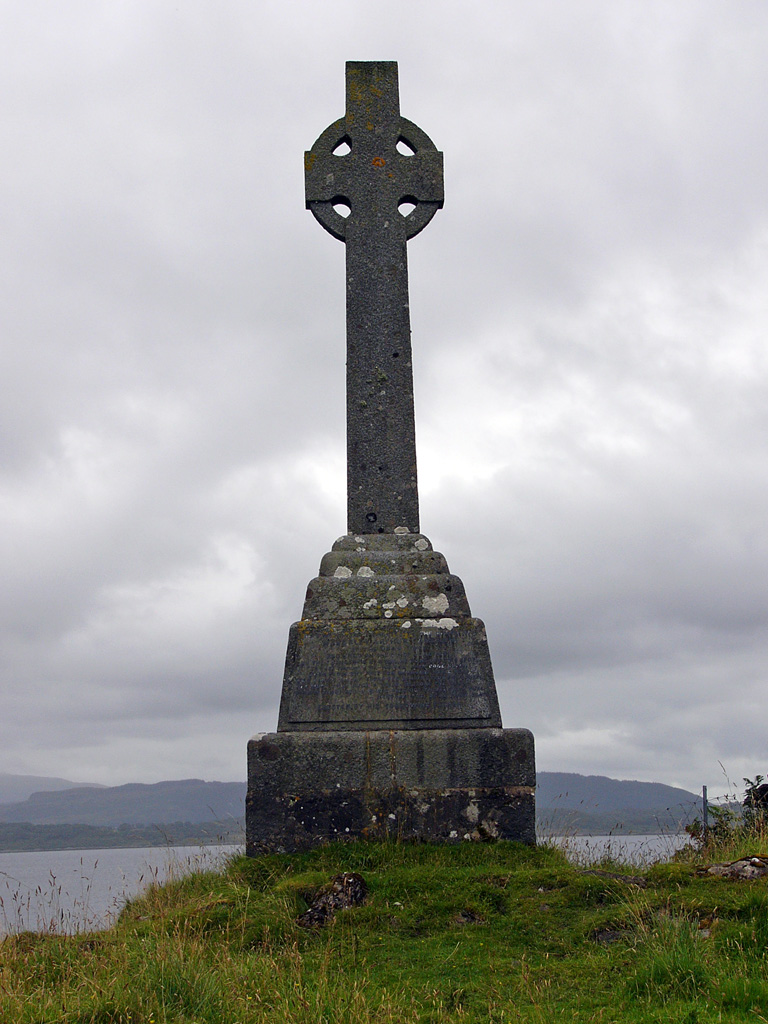